# Xestia finatimis
Xestia finatimis là một loài bướm đêm trong họ Noctuidae.